# Sugimoto Tatsuji
Sugimoto Tatsuji (杉本達治) (sinh ngày 31 tháng 7 năm 1962) là chính khách người Nhật Bản. Hiện tại, ông đang giữ chức vụ làm thống đốc tỉnh Fukui kể từ ngày 23 tháng 4 năm 2019.